# 소소크라테스 학파
소 소크라테스 학파는 플라톤 등 그 외의 제자들이 나름대로 창시한 학파로, 키니코스 학파(學派), 키레네 학파, 메가라 학파, 엘리스 학파 등이 있다. 키니코스 학파는 안티스테네스가 열었는데, 시노페의 디오게네스와 테베의 크라테스(전 365경-전 285)가 속해 있었다. 그들이 주장한 바는 덕(德)이란 결국 무욕(無慾)의 행동이라는 것이다. 만사에 무관심하여 오로지 자유스럽고 독립되어 자기 충족하는 삶을 추구한다. 이러한 주장에 의하여 이 학파에 속해 있는 사람들은 키니코스(Kynikos : 개와 같은)라 불리었다. 크라테스는 교양도 높은 사람이었으나 스스로 부귀를 버리고 고귀한 신분의 재원(才媛) 히파르키아와 더불어 거지와 같은 생활을 하였다. 키레네 학파는 아리스티포스가 열었고 무신론자라고 불리던 테오도로스와 자살권유자란 별명이 있었던 헤케시아스가 있다. 덕이란 향락할 수 있는 능력이라 하여 순간의 쾌락을 삶의 척도로 하였다. 그러나 그것에도 싫증이 나서 자살을 인정하게도 되었다. 메가라 학파는 에우클레이데스가 열었으며 에우부리데스와 스틸폰이 속해 있는데 스틸폰은 변증의 재능과 궤변에 뛰어난 사람이었다. 메가라 학파의 특색은 논쟁술이었다. 엘리스 학파는 파이돈이 엘리스에서 창설하였으나 후에 메네데모스가 에레토리아로 옮겼다. 때문에 엘리스 에레토리아 학파로 불리었다. 파이돈은 플라톤의 대화편(對話篇)에 나오는 주인공이다.